# Anatolí (Ioánnina)
Pour les articles homonymes, voir Anatoli (homonymie).
Anatolí, en grec moderne : Ανατολή, est un village et un ancien dème du district régional d'Ioánnina, en Épire, Grèce. En 2010, il est fusionné au sein du dème d'Ioánnina.
Selon le recensement de 2011, la population du dème compte 11 555 habitants tandis que celle du village s'élève à 9 798 habitants.